# Jødisk mad
Jødisk mad er summen af madlavningstraditioner blandt jøder. Ligesom på alle andre kulturelle felter er der gennem århundrederne udviklet adskillige traditioner inden for jødisk madlavning. Traditionerne er delvist betinget af religiøse forskrifter, men afhænger meget af, hvilken geografisk region man betragter. Der er således også tale om en påvirkning fra resten af samfundet.

## Mad til helligdagene
Mange jødiske retter knytter sig til bestemte helligdage. Her følger nogle tilfældigt valgte eksempler.
Der er tradition for at spise ostekage (og generelt mælkeprodukter) på helligdagen Shavuot, hvor man fejrer, at Torah blev givet til det jødiske folk. Torah er nemlig sød og god som mælk og honning.
På Pesach mindes man slaveriet i og udgangen fra Egypten. Da denne fest altså markerer frihed (udgangen fra slaveriet), spiser man et stort festmåltid, der ofte indledes med æggesalat med saltvand. Saltvandet minder om de tårer, som jøderne græd i slaveriet.
Til Rosh Hashanah, nytåret, former man brødet rundt som et rundt år, og salt udelades fra bordet, eftersom året skal være sødt og ikke salt. Man spiser desuden gerne æble med honning (symbol for det runde år, som skal være sødt).
Chanukka har også sin egen madret: Dette er de små kartoffel-pandekager, "levivot". Mange spiser også sufganiyot, egentlig berlinere.

## Ingredienser
Jødisk madlavning kommer ofte til udtryk i forbindelse med helligdagene eller blot shabbat. Dette skyldes, at man på disse dage – for at ære helligdagen/shabbaten – bruger lidt flere penge på mad end til daglig, og derfor gerne gør mere ud af maden. Det er gerne kød, man spiser, da mælke- og kødprodukter ifølge de jødiske spiselove kashrut, skal holdes adskilt (og kød anses så for at være finere end mælk).